# Aeródromo Caleta Gonzalo
El Aeródromo Caleta Gonzalo (OACI: SCGN), es un terminal aéreo ubicado junto a la localidad de Caleta Gonzalo, Provincia de Palena, Región de Los Lagos, Chile. Es de propiedad privada.